# Wilfredo Camacho
Luis Wilfredo Camacho Achá (Quillacollo, Cochabamba; 21 de junio de 1935), más conocido como Wilfredo Camacho, es un entrenador y exfutbolista boliviano que jugaba como centrocampista. Fue el capitán de la Selección boliviana que se proclamó campeona del Campeonato Sudamericano 1963.
El club de su vida fue Deportivo Municipal de La Paz en el que jugo la mayor parte de su carrera.

## Trayectoria

### Como futbolista
Camacho comenzó a jugar al fútbol en el colegio secundario Colsec de Quillacollo, que fue su pueblo natal.
Era un jugador rápido de mente y piernas que en sus inicios jugó como delantero centro, pasando en una transición rápida por el centro del campo para después quedarse como marcador central.
Jugó en equipos de Colombia, Bolivia y Argentina.

### Como entrenador
Después de su retiro como futbolista, comenzó su carrera como entrenador. Dirigió a equipos bolivianos como el Club Bolívar, con el cual obtuvo la victoria en la Liga profesional de 1983. También estuvo a cargo del The Strongest, del 31 de octubre, Always Ready, Chaco Petrolero, Bata de Cochabamba, Magisterio y Universitario de Sucre.
También fue entrenador de la Selección boliviana de fútbol en la Copa América 1983, donde fueron eliminados en la primera ronda. También dirigió a la selección en las eliminatorias a los mundiales de México '86 e Italia '90.

## Selección nacional
Con la Selección nacional de Bolivia, aparte de la Copa América 1983, disputó el Campeonato Sudamericano 1963, donde Bolivia fue campeón, siendo hasta el momento el mayor logro en la historia del fútbol boliviano. Camacho marcó un gol a Argentina, el cual significó el triunfo por 3:2 de su selección que le acercaba al título.

### Participaciones enCopa América
| Copa                                     | Sede                   | Resultado              | Partidos | Goles | Asis. |
| ---------------------------------------- | ---------------------- | ---------------------- | -------- | ----- | ----- |
| Campeonato Sudamericano 1959 (Argentina) | Argentina              | 7.°                    | 6        | 0     | 0     |
| Campeonato Sudamericano 1963             | Bolivia                | Campeón                | 6        | 4     | 0     |
| Campeonato Sudamericano 1967             | Uruguay                | 6.°                    | 3        | 0     | 0     |
| Total en Copas América                   | Total en Copas América | Total en Copas América | 15       | 4     | 0     |

## Clubes

### Como jugador
| Club                | País      | Año         |
| ------------------- | --------- | ----------- |
| Deportivo Municipal | Bolivia   | 1957 - 1960 |
| Jorge Wilstermann   | Bolivia   | 1961        |
| Deportivo Municipal | Bolivia   | 1962        |
| Ferro Carril Oeste  | Argentina | 1962        |
| Deportivo Municipal | Bolivia   | 1963        |
| Once Caldas         | Colombia  | 1964 - 1965 |
| Deportivo Municipal | Bolivia   | 1966 - 1970 |

### Como entrenador
| Club                        | País    | Año         |
| --------------------------- | ------- | ----------- |
| Deportivo Municipal         | Bolivia | 1972        |
| Deportivo Bata              | Bolivia | 1973        |
| 31 de Octubre               | Bolivia | 1974 - 1975 |
| The Strongest               | Bolivia | 1975 - 1976 |
| Selección Boliviana         | Bolivia | 1977        |
| Always Ready                | Bolivia | 1978        |
| Deportivo Municipal         | Bolivia | 1980        |
| Always Ready                | Bolivia | 1980        |
| Selección Boliviana         | Bolivia | 1981        |
| Bolívar                     | Bolivia | 1982        |
| The Strongest               | Bolivia | 1983        |
| Deportivo Municipal         | Bolivia | 1984        |
| The Strongest               | Bolivia | 1985        |
| Deportivo Litoral de La Paz | Bolivia | 1987        |
| Universitario de Sucre      | Bolivia | 1989        |

## Palmarés

### Como jugador
Títulos internacionales
| Título                  | Club                | Sede    | Año  |
| ----------------------- | ------------------- | ------- | ---- |
| Campeonato Sudamericano | Selección Boliviana | Bolivia | 1963 |

### Como entrenador
Títulos nacionales
| Título           | Club    | País    | Año  |
| ---------------- | ------- | ------- | ---- |
| Primera División | Bolívar | Bolivia | 1982 |

### Distinciones
| Distinción                    | Año  |
| ----------------------------- | ---- |
| Orden del Cóndor de los Andes | 2013 |